# Ronnie Bucknum
 Ronnie Bucknum  va ser un pilot de curses automobilístiques estatunidenc que va arribar a disputar curses de Fórmula 1.
Va néixer el 5 d'abril del 1936 a Alhambra, Califòrnia, EUA i va morir de malaltia a San Luis Obispo, Califòrnia, el 23 d'abril del 1992.

## A la F1
Ronnie Bucknum va debutar a la sisena cursa de la temporada 1964 (la quinzena temporada de la història) del campionat del món de la Fórmula 1, disputant el 2 d'agost del 1964 el GP d'Alemanya al Circuit de Nürburgring.
Va participar en un total d'onze curses puntuables pel campionat de la F1, disputades en tres temporades diferents consecutives (1964-1966) aconseguint una cinquena posició com a millor classificació en una cursa i assolí dos punts pel campionat del món de pilots.

## Resultats a la Fórmula 1
| Any  | Equip           | Xassís | Motor | 1   | 2       | 3       | 4       | 5   | 6       | 7       | 8       | 9       | 10    | Posició | Punts |
| ---- | --------------- | ------ | ----- | --- | ------- | ------- | ------- | --- | ------- | ------- | ------- | ------- | ----- | ------- | ----- |
| 1964 | Honda R & D Co. | Honda  | Honda | MON | HOL     | BEL     | FRA     | GBR | ALE Ret | AUT     | ITA Ret | USA Ret | MEX   | -       | 0     |
| 1965 | Honda R & D Co. | Honda  | Honda | SUD | MON Ret | BEL Ret | FRA Ret | GBR | HOL     | ALE     | ITA Ret | USA 13  | MEX 5 | 14è     | 2     |
| 1966 | Honda R & D Co. | Honda  | Honda | MON | BEL     | FRA     | GBR     | HOL | ALE     | ITA NVQ | USA Ret | MEX 8   | -     | 0       |       |

### Resum
| Curses: | Victòries: | Pòdiums: | Poles: | Voltes ràpides: | Punts: |
| ------- | ---------- | -------- | ------ | --------------- | ------ |
| 11      | 0          | 0        | 0      | 0               | 2      |